# Lee Gyu-hyun
Lee Gyu-hyun (hangul=이규현), es un actor y modelo surcoreano.

## Biografía
Estudió en el Korean National University of Fine Arts and Music.

## Carrera
Es miembro de la agencia UL Entertainment (UL엔터테인먼트).
En 2019 realizó una aparición invitada en la serie Special Labor Inspector donde interpretó a Lee Chang-gyu, un médico interno.
En septiembre del mismo año se unió al elenco recurrente de la serie Pegasus Market (también conocida como "Cheap Cheollima Mart") donde dio vida a Kim Gap, el nieto de Kim Dae-ma (Lee Soon-jae) y vicepresidente de "Daema Group". El actor Choi Ro-woon interpretó a Gap de joven.

## Filmografía

### Series de televisión
| Año  | Título                                                 | Personaje            | Notas       |
| ---- | ------------------------------------------------------ | -------------------- | ----------- |
| 2021 | Artificial City                                        | Park Yong-seob       | [ 3 ]       |
| 2021 | Hello, Me!                                             | Chamán Jobs Doryeong |             |
| 2020 | School Strange Stories - "A Child Who Never Comes"     | Ji-hoon              | 2 episodios |
| 2019 | Pegasus Market                                         | Kim Gap              |             |
| 2019 | Special Labor Inspector                                | Dr. Lee Chang-gyu    |             |
| 2019 | 이유의 연애                                            | -                    | (serie web) |
| 2018 | Taste of Cat                                           | Dong-ho              | (serie web) |
| 2017 | Drama Special Season 8 - "You Are Closer Than I Think" | -                    |             |

### Películas
| Año  | Título                             | Personaje                                         | Notas                    |
| ---- | ---------------------------------- | ------------------------------------------------- | ------------------------ |
| 2020 | Unalterable                        | Detective Vendedor Ambulante                      |                          |
| 2019 | The King of Fighters (구마적)      | Sugiyama                                          |                          |
| 2019 | Our Body (아워바디)                | Entrenador de Club                                |                          |
| 2019 | 얼굴없는 보스                      | -                                                 | (película independiente) |
| 2019 | 깨끗하고 밝은 곳                   | -                                                 |                          |
| 2019 | Second Life                        | -                                                 |                          |
| 2018 | Turbulent Flow                     | Ji-gyu                                            |                          |
| 2018 | 대풍감                             | -                                                 |                          |
| 2018 | 흔적                               | -                                                 |                          |
| 2018 | 집들이 잔혹사                      | -                                                 |                          |
| 2018 | 고인색이                           | -                                                 |                          |
| 2018 | 생각보다 가까이                    | -                                                 |                          |
| 2017 | 페어플레이                         | -                                                 |                          |
| 2017 | 나빌레라                           | -                                                 |                          |
| 2017 | 돌이 수면위로 던져졌을때           | -                                                 |                          |
| 2016 | Luck-Key                           | Miembro del equipo del estudio de artes marciales |                          |
| 2016 | 선희와 슬기                        | -                                                 |                          |
| 2016 | Strange Hair Salon (수상한 미용실) | -                                                 |                          |
| 2016 | 된장찌개                           | -                                                 |                          |
| 2016 | 물이 바다 덮음 같이                | -                                                 |                          |
| 2016 | 내놓은 집                          | -                                                 |                          |
| 2016 | 기허풍우                           | -                                                 |                          |
| 2016 | 마이 리얼 텔레비전                 | -                                                 |                          |
| 2016 | 사람구실                           | -                                                 |                          |
| 2016 | 당신                               | -                                                 |                          |

### Teatro
| Año  | Obra                         | Personaje | Notas |
| ---- | ---------------------------- | --------- | ----- |
| 2019 | 여기에는 메데이아가 없습니다 | -         |       |
| 2018 | 젠더 트랜지션                | -         |       |
| 2018 | Blame It On My Youth         | -         |       |
| 2018 | 세 자매                      | -         |       |
| 2017 | 밤이 되었습니다              | -         |       |
| 2017 | 바다 한가운데서              | -         |       |
| 2017 | 사랑의 증거                  | -         |       |
| 2016 | 살아있거나, 살아남은 것      | -         |       |
| 2016 | 안게로이                     | -         |       |
| 2016 | 수면시간                     | -         |       |